# Parc national de Catimbau
Le Parc National de Catimbau (en portugais : Parque Nacional do Catimbau) est un parc national de l'État de Pernambuco, au Brésil. Il protège une zone semi-aride de caatinga avec des cavernes et des grottes de grès dans lesquelles de l'art préhistorique a été découvert.

## Emplacement
Le parc national Vale do Catimbau est divisé entre les municipalités de Buíque (17,6 %), Ibimirim (40,41 %) et Tupanatinga (41,99 %) dans le Pernambouc. Sa superficie est de 62 300 hectares. Il se trouve au sud de l'autoroute BR-110 et de la ville de Cruzeiro do Nordesta. Il jouxte le territoire indigène Kapinawá au sud.
La vallée de Catimbau est le deuxième plus grand site archéologique du Brésil. Parmi ses attractions naturelles, on trouve de magnifiques canyons, plus de 2 000 grottes et 28 zones enregistrées avec des peintures rupestres préhistoriques. L'un des sites, Pedra da Concha (rocher coquillage), présente de l'art rupestre datant d'au moins 6 000 ans. Le parc a été désigné site du patrimoine archéologique national par l'Institut national du patrimoine historique et artistique (IPHAN).

## Environnement
Le parc se trouve dans le biome de la caatinga. Il se trouve dans la région semi-aride du Pernambouc, dans la transition entre les zones de végétation d'agreste et de sertão, ce qui forme une mosaïque de paysages à forte biodiversité. Les parois de grès et la formation de Tacaratu ont été sculptées par le vent et la pluie en différentes formes avec des nuances de couleurs.
L'extrême nord du parc possède une caatinga bien préservée et est inaccessible, la partie orientale étant mieux préservée que l'ouest, avec des zones humides, des falaises et les principaux sentiers d'écotourisme. À l'ouest, il y a de petites fermes familiales et quelques communautés indigènes qui ont perdu des terres lors de la création du parc.

## Histoire
Le parc national de Vale do Catimbau a été créé le 13 décembre 2002 avec une superficie de 62 294 hectares. Il est administré par l'Institut Chico Mendes pour la conservation de la biodiversité (ICMBio). Il a pour objectifs la préservation des écosystèmes naturels de grande importance écologique et de beauté paysagère, permettant la réalisation de recherches scientifiques et le développement d'activités éducatives et d'interprétation environnementale, de loisirs en contact avec la nature et de tourisme écologique.
Le parc encourage la recherche environnementale menée par des institutions fédérales d'enseignement supérieur telles que l'Université fédérale de Pernambuco, l'Université rurale fédérale de Pernambuco et l'Institut fédéral de Pernambuco sur l'interaction entre la faune et la flore, la géologie et l'archéologie. Le parc fait désormais partie du corridor écologique de la Caatinga, créé en mai 2006.

## Galerie

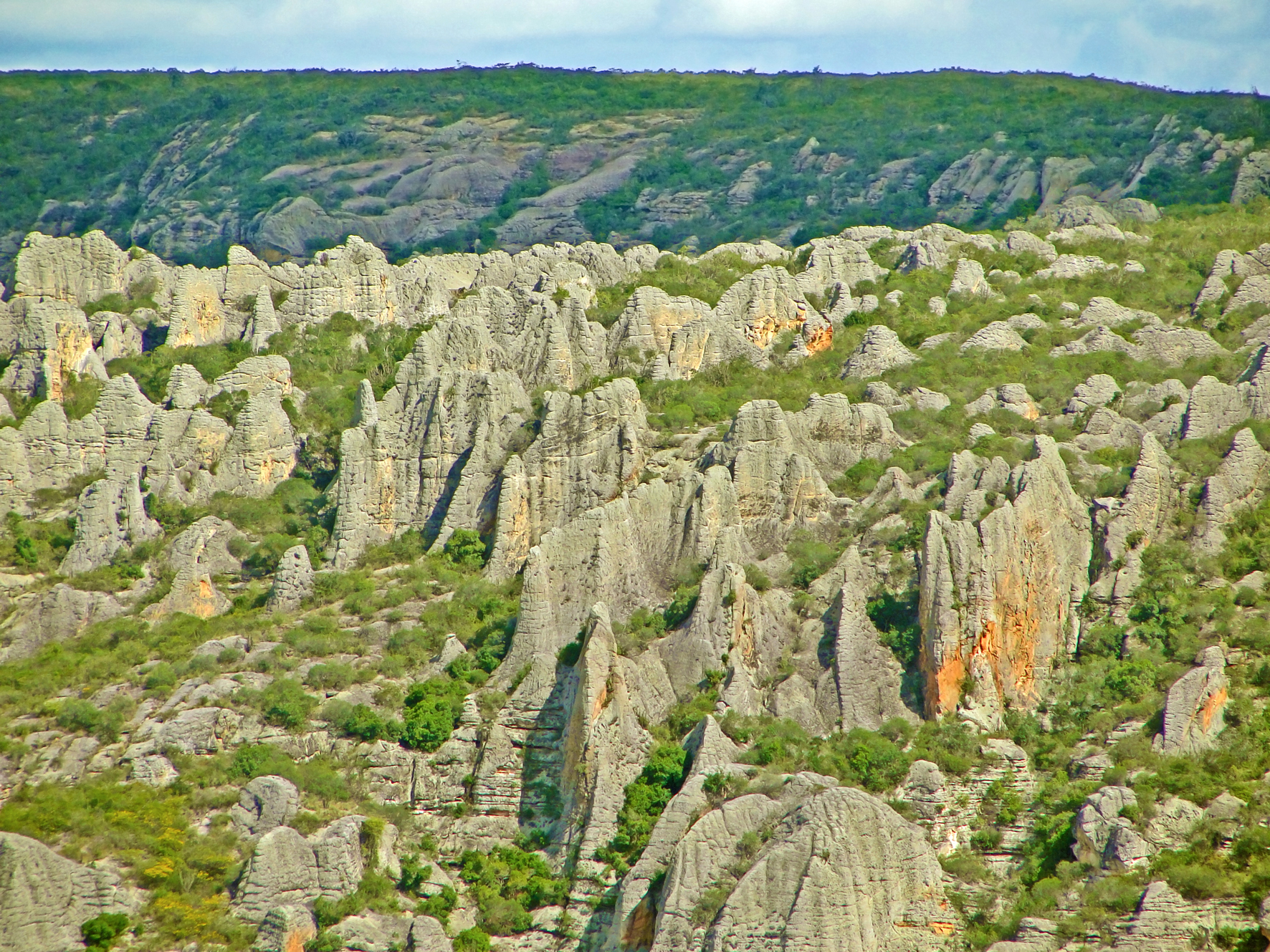
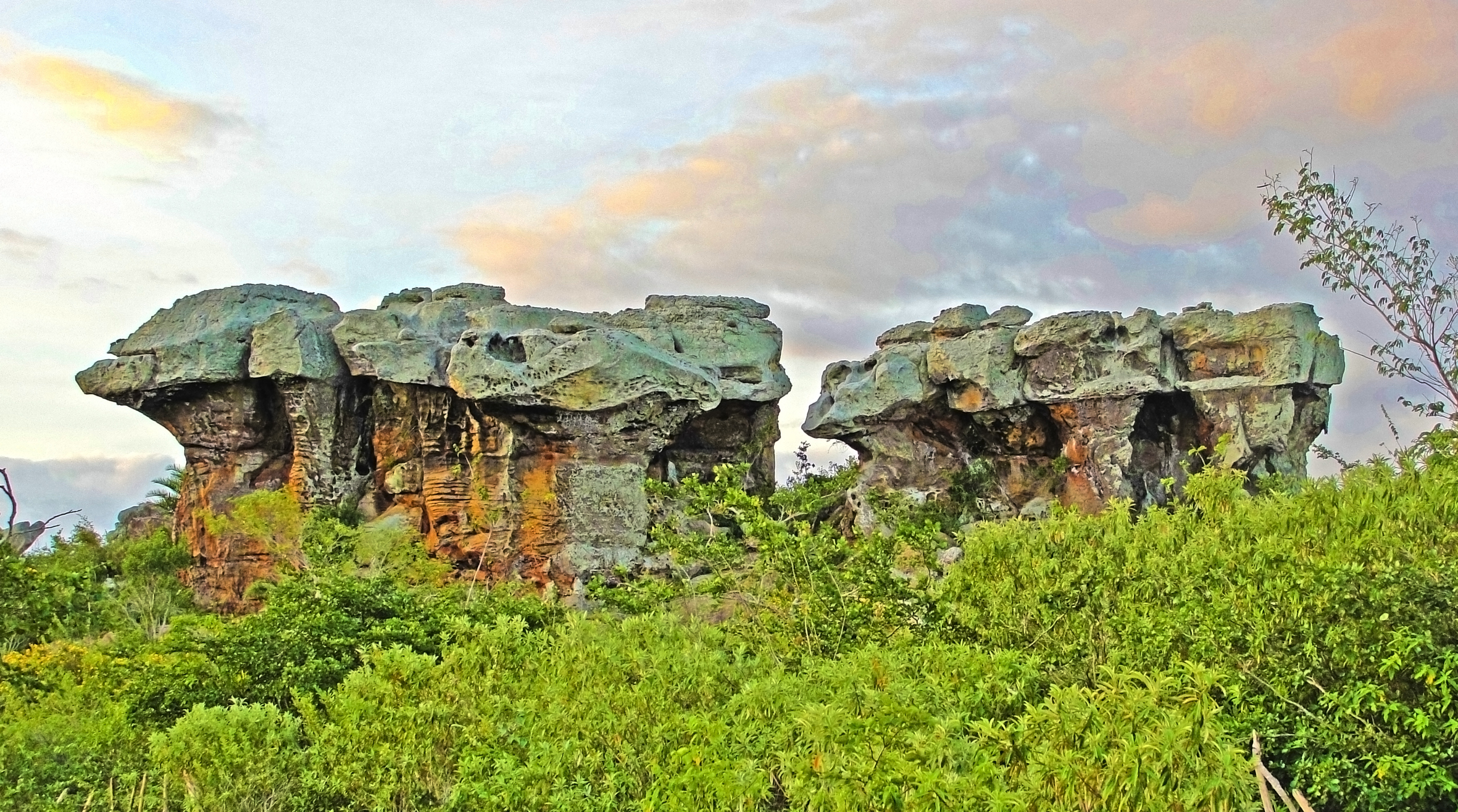
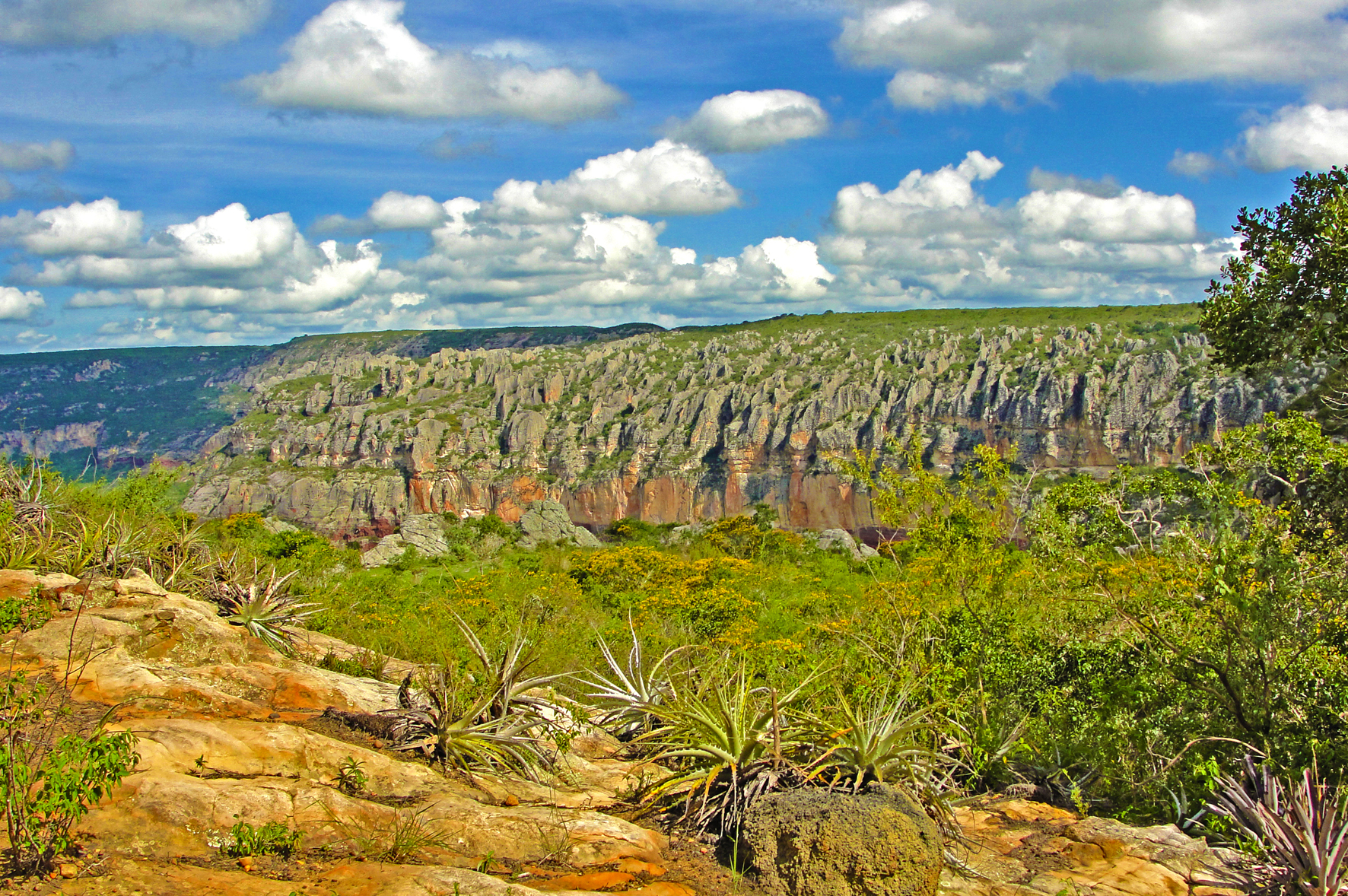
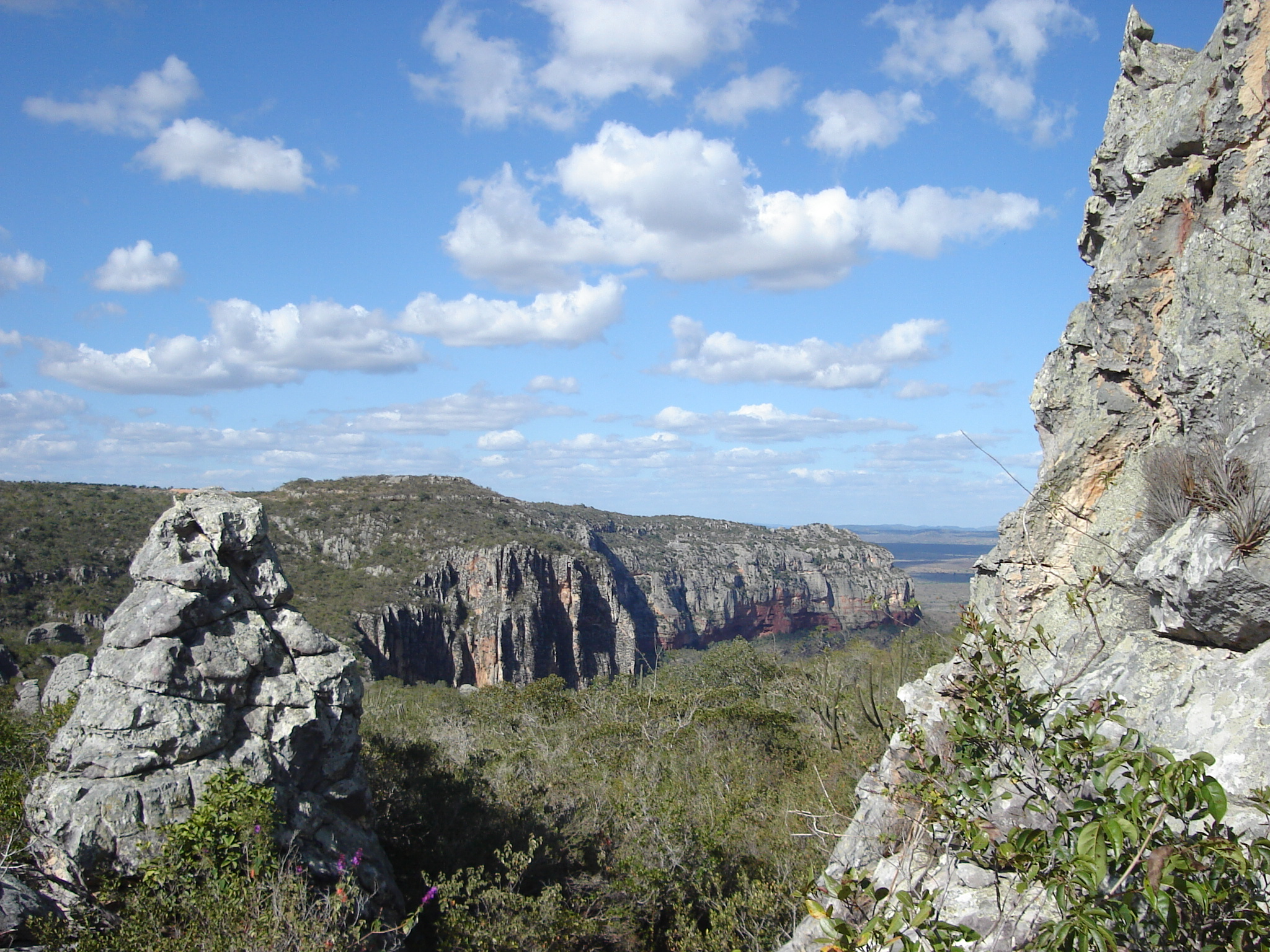